# یواس‌اس پنابسکات (۱۸۶۱)
یواس‌اس پنابسکات (۱۸۶۱) (به انگلیسی: USS Penobscot (1861)) یک کشتی بود که طول آن ۱۵۸ فوت (۴۸ متر) بود. این کشتی در سال ۱۸۶۱ ساخته شد.